# Girobank
Eine Girobank ist eine Bank, zu deren hauptsächlichen Aufgaben die Abwicklung des bargeldlosen Zahlungsverkehrs unter Kaufleuten gehört.
Die erste Girobank in Deutschland war die 1619 gegründete Hamburger Bank. Die von ihr verwendete Rechnungseinheit Mark Banco diente in ganz Deutschland als Einheit im kaufmännischen Rechnungswesen.
Fast ebenso alt wie die Hamburger Bank ist der  Banco Publico der Nürnberger Kaufmannschaft.
Als im Lauf des 19. Jahrhunderts das deutsche Münzwesen zunehmend verbessert und vereinheitlicht wurde, entzog das den Girobanken langsam die Geschäftsgrundlage. Der Nürnberger Banco Publico wurde 1827 geschlossen, die Hamburger Bank bestand bis 1875.